# Калин Вельов
Калин Вельов е български певец, барабанист и политик.

## Биография
Роден е на 18 юни 1973 г. в София. На 10 години става барабанист на детската група „Пим-Пам“ с ръководител Борис Карадимчев. През 1988 г. е приет в Музикалното училище „Любомир Пипков“. Калин Вельов е първият барабанист на популярната джаз фюжън група Акага, където свири от формирането на групата през 1991 до 1998 г. Акага е студийна група към БНТ и участва във всички престижни музикални фестивали в страната. Участват и два пъти в един от най-престижните джаз фестивали в света – този в Монтрьо. От 1992 до 1994 г. свири в група „Медикус“, а след това и с Дони и Момчил. В периода 1998 – 1999 г. Вельов е част от „Ку-Ку бенд“. Съпровожда на Лили Иванова на концертите ѝ в Москва през 1998 г..
През август 1999 г. заминава за Холандия, където учи в латино отдела на Консерваторията в Ротердам. Паралелно участва в групата „Project 2000“, а две от песните им са пуснати по холандската версия на MTV. Групата осъществява много турнета и концерти в Централна Европа. Освен това Вельов работи с множество холандски диджеи, а през 2001 г. стартира съвместен проект с Нина Николина. По време на престоя си в Холандия свири в множество латино, джаз и електро формации. През 2004 г. завършва Консерваторията и се завръща в България.
Заедно с Нина Николина записват албум, като песните в него са изцяло композирани и аранжирани от Вельов. През 2007 г. основава група „Тумбаито“, които свирят латино и салса. През 2011 г. издава самостоятелния си албум „Две лица“.
През 2020 г. музикантът става депутат от партия ГЕРБ.
През 2021 г. участва в третия сезон на „Маскираният певец“ в ролята на Куфарът.